# Antonov An-71
Antonov An-71 var ett projekt för ett AWACS-flygplan. Projektet som inleddes i början på 1980-talet ledde till tre prototyper innan det lades ner 1990.

## Bakgrund
I början av 1980-talet meddelade VVS, sovjetiska flygvapnet, att man planerade att införskaffa ett taktiskt plan för luftburen spaning och stridsledning. Planet skulle kunna vara i luften över fyra och en halv timmar, ha allvädersförmåga och kunna operera självständigt från primitiva flygfält. Radarn skulle kunna upptäcka också terrängföljande mål på långa avstånd, samt kunna följa upp till 120 luftmål samtidigt. Det skulle dessutom vara utrustat med datalänkar till både jaktplan och ledningscentraler.
Ett antal olika flygplan diskuterades som möjliga plattformar, dessa inkluderade Antonovs An-32, An-12, An-72 samt en helt ny design. Då AV-MF, flottans flygkår, under 1982 samt 1983 satte upp ett eget projekt för att anskaffa ett hangarfartygsburet plan med liknande specifikationer blev det snart aktuellt med ett gemensamt flygplan för att möta bägge behoven.

## Projektet
An-72 fanns vara det bästa alternativet, och med det som bas undersöktes två olika möjliga placeringar för radardomen. Det ena var en traditionell ryggplacerad radom, medan det andra alternativet var en radom placerad ovanpå stjärtfenan. Trots att denna placering krävde drastiska ombyggnader av bakkroppen och stjärtfenan för att hålla tyngdpunkten tillräckligt långt fram valdes den konfigurationen för prototypen.
Planet fick en förkortad bakkropp, vingspannet ökades med nästan sex meter, och stjärtfenan sveptes framåt och fick ökad tjocklek. En tredje motor monterades inne i flygkroppen för att ge ökad fart vid start från korta banor och hangarfartygsdäck. Den första flygningen genomfördes den 12 juni 1985, och innan årets slut hade planet på 75 flygningar loggat 117 flygtimmar. Ytterligare två prototyper byggdes, och programmet hann sammanlagt logga 1030 flygtimmar på 749 flygningar innan det 1990 lades ner till förmån för Jak-44, en ny turbopropdesign som flottan ansåg var mer lämpad för hangarfartygsbaserade uppdrag. Jak-44 var dessutom utrustad med den nya Kvant-M radarn, med 30-50% bättre prestanda än An-71.

## Flygplanen
Alla tre prototyper var konverterade från befintliga plan.
01
Den första prototypen var baserade på den fjärde An-72 prototypen tillverkad. Den hade bland annat deltagit i flyguppvisningen i La Bourget 1979. Som An-72 användes registernumrena CCCP-19774 och CCCP-83966, innan den slutligen fick beteckningen CCCP-72004 (från An-72, fjärde exemplaret). Nosen var kortare, men förlängdes till produktionsstandard i samband med ombyggandet. Som An-71 fick den registernumret CCCP-780151 och projektnumret "01". Den flög 387 flygturer för 650 timmar.
02
Det andra planet var tänkt som ett statiskt testobjekt och flög aldrig. Den var konverterad från det första An-72 skrovet för statiska tester.
03
"03" var den andra flygande prototypen och konverterades från en standard An-72 tagen från produktionslinjen i Charkiv, registernummer CCCP-780361. Den flög första gången i An-71-konfiguarition 19 februari 1986, och hann logga 362 flygturer för 380 timmar innan projektet avbröts.

## Avionik
Radarsystemet Kvant är utvecklat av Vega. Radarn är jämförbar med den ombord på tidiga versioner av Grummans E-2C. Ledningssystemet var automatiserat i hög grad, vilket gjorde att det krävdes endast tre radaroperatörer ombord på planet.

## Besläktade projekt
Det enda operativa AEW-planet i VVS tjänst efter 1980-talet förblev Beriev A-50, baserad på transportplanet Iljusjin Il-76. Jak-44 som skulle tas i bruk av flottan istället för An-71 ströks i samband med budgetnedskärningar 1993. AEW-rollen från hangarfartyg övertogs istället av modifierade helikoptrar.